# Volta a Espanha de 1956
A 11ª edição da Vuelta decorreu entre 26 de abril a 13 de Maio de 1956, A corrida foi composta por 17 etapas, num total de mais de 3531 km, com uma média de 33,426 km/h. A corrida começou e terminou em Bilbau.

## Etapas
| Etapa | Etapa                  | Km       | Vencedor da etapa           | Líder da classificação geral |
| 1ª    | Bilbau-Santander       | 203      | Rik Van Steenbergen Bélgica | Rik Van Steenbergen Bélgica  |
| 2ª    | Santander-Oviedo       | 248      | Angelo Conterno Itália      | Angelo Conterno Itália       |
| 3ª    | Oviedo-Valladolid      | 175      | Miguel Poblet Espanha       | Angelo Conterno Itália       |
| 4ª    | Valladolid-Madrid      | 212      | Claude Le Ber França        | Angelo Conterno Itália       |
| 5ª    | Madrid-Albacete        | 241      | Miguel Poblet Espanha       | Angelo Conterno Itália       |
| 6ª    | Albacete-Alicante      | 227      | Miguel Poblet Espanha       | Angelo Conterno Itália       |
| 7ª    | Alicante-Valencia      | 182      | Rik Van Steenbergen Bélgica | Angelo Conterno Itália       |
| 8ª    | Valencia-Tarragona     | 249      | Rik Van Steenbergen Bélgica | Angelo Conterno Itália       |
| 9ª    | Tarragona-Barcelona    | 163      | Hugo Koblet Suíça           | Angelo Conterno Itália       |
| 10ªa  | Barcelona              | 21 (CRE) | Francia França              | Angelo Conterno Itália       |
| 10ªb  | Barcelona-Tárrega      | 112      | Gilbert Bauvin França       | Angelo Conterno Itália       |
| 11ª   | Tárrega-Zaragoza       | 238      | Rik Van Steenbergen Bélgica | Angelo Conterno Itália       |
| 12ª   | Zaragoza-Bayona        | 274      | Giancarlo Astrua Itália     | Angelo Conterno Itália       |
| 13ªa  | Bayona-Irún            | 43 (CRI) | Claude Le Ber França        | Angelo Conterno Itália       |
| 13ªb  | Irún-Pamplona          | 111      | Roger Walkowiak França      | Angelo Conterno Itália       |
| 14ª   | Pamplona-San Sebastián | 195      | Rik Van Steenbergen Bélgica | Angelo Conterno Itália       |
| 15ª   | San Sebastián-Bilbau   | 225      | Nino Defilippis Itália      | Angelo Conterno Itália       |
| 16ª   | Bilbau-Vitoria         | 207      | Benigno Azpuru Espanha      | Angelo Conterno Itália       |
| 17ª   | Vitoria-Bilbau         | 190      | Rik Van Steenbergen Bélgica | Angelo Conterno Itália       |

## Classificações
| \| 1. \| Angelo Conterno \| Itália \| 105h 37' 52s \| \| \| 2. \| Jesús Loroño \| Espanha \| a 13s \| \| \| 3. \| Raymond Impanis \| Bélgica \| a 1' 54s \| \| \| 4. \| Federico Martín Bahamontes \| Espanha \| a 3' 27s \| \| \| 5. \| Rik Van Steenbergen \| Bélgica \| a 7' 48s \| \| \| 6. \| Miguel Chacón \| Espanha \| a 8' 30s \| \| \| 7. \| Gilbert Bauvin \| França \| a 19' 18s \| \| \| 8. \| Brian Robinson \| Reino Unido \| a 20' 36s \| \| \| 9. \| José Serra \| Espanha \| a 23' 38s \| \| \| 10. \| Manuel Rodríguez \| Espanha \| a 24' 55s \| \| |                            |             |              |  |
| 1. | Angelo Conterno            | Itália      | 105h 37' 52s |  |
| 2. | Jesús Loroño               | Espanha     | a 13s        |  |
| 3. | Raymond Impanis            | Bélgica     | a 1' 54s     |  |
| 4. | Federico Martín Bahamontes | Espanha     | a 3' 27s     |  |
| 5. | Rik Van Steenbergen        | Bélgica     | a 7' 48s     |  |
| 6. | Miguel Chacón              | Espanha     | a 8' 30s     |  |
| 7. | Gilbert Bauvin             | França      | a 19' 18s    |  |
| 8. | Brian Robinson             | Reino Unido | a 20' 36s    |  |
| 9. | José Serra                 | Espanha     | a 23' 38s    |  |
| 10. | Manuel Rodríguez           | Espanha     | a 24' 55s    |  |

| \| 1. \| Rik Van Steenbergen \| Bélgica \| 98 pontos \| \| 2. \| Gilbert Bauvin \| França \| 187 pontos \| \| 3. \| Angelo Conterno \| Itália \| 231 pontos \| |                     |         |            |
| 1. | Rik Van Steenbergen | Bélgica | 98 pontos  |
| 2. | Gilbert Bauvin      | França  | 187 pontos |
| 3. | Angelo Conterno     | Itália  | 231 pontos |

| \| 1. \| Nino Defilippis \| Itália \| 26 pontos \| \| 2. \| Federico Martín Bahamontes \| Espanha \| 19 pontos \| \| 3. \| Antonio Suárez \| Espanha \| 17 pontos \| |                            |         |           |
| 1. | Nino Defilippis            | Itália  | 26 pontos |
| 2. | Federico Martín Bahamontes | Espanha | 19 pontos |
| 3. | Antonio Suárez             | Espanha | 17 pontos |